# Solms-Baruth

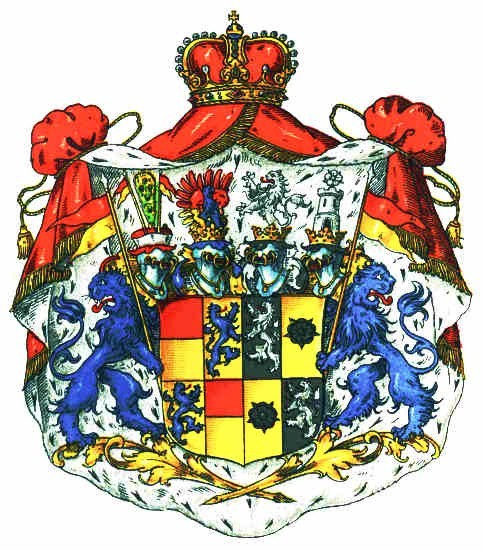
Stemma del Principe di Solms-Baruth

Il Solms-Baruth fu uno stato minore del Sacro Romano Impero che si trovava nella Bassa Lusazia. La famiglia che ne aveva la signoria ne ha goduto dei diritti dal XVI secolo fino al 1945.

## Storia

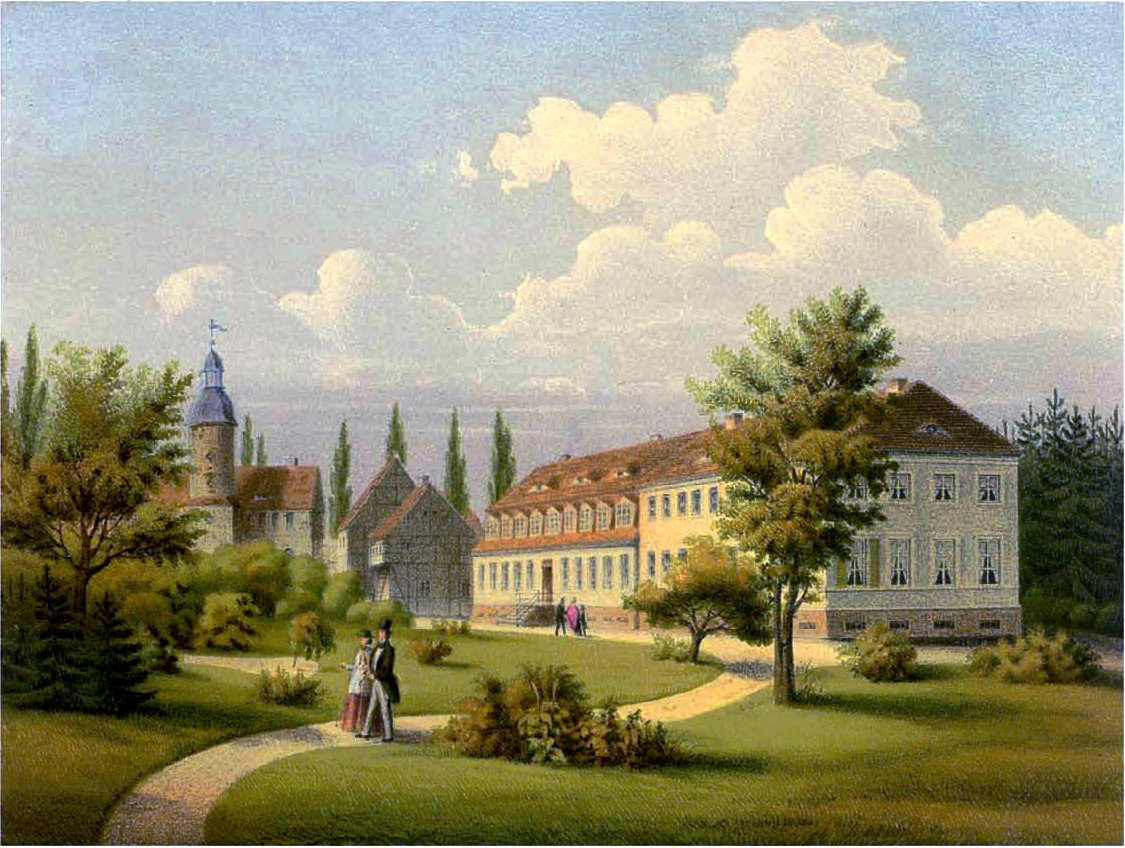
Castello di Baruth nel XIX secolo, sede della famiglia Solms-Baruth

Solms-Baruth era uno dei molti stati minori del Sacro Romano Impero.
Perse la sua indipendenza con la mediatizzazione tedesca del 1806. Inizialmente passò al Regno di Sassonia, ma nel 1815, la Sassonia fu punita al Congresso di Vienna per la lealtà a Napoleone Bonaparte con la confisca di una parte significativa del suo territorio, Solms-Baruth fu trasferita alRegno di Prussia. Il rappresentante prussiano al Congresso era Karl August von Hardenberg  e il suo assistente, il conte di Solms-Sonnewalde.
Lo stato di Solms-Baruth fu fino al 1945 di proprietà della famiglia Solms-Baruth. Allo stato appartenevano il castello sede della famiglia, dieci villaggi e circa 15.000 ettari di terreno agricolo e forestale.

## Sovrani
- Ottone, Conte di Solms-Sonnenwalde (1596−1612)
- Federico Alberto, Conte di Solms-Sonnenwalde (1612−1615)
- Giovanni Giorgio II (1615–1632), Conte di Solms-Baruth in Wildenfels

### Conti di Solms-Baruth
- Giovanni Giorgio III (1632–1690)
- Federico Sigismondo I (1632–1696)
- Federico Sigismondo II (1696–1737)
- Friedrich Gottlob Heinrich (1737–1787)
- Friedrich Carl Leopold (1787–1801)
- Friedrich Heinrich Ludwig (1801–1879)

### Principi di Solms-Baruth
- Friedrich I (1879–1904), dal 1888
- Friedrich II (1904–1920)
- Friedrich III (1920–1951)
- Friedrich IV (1951-2006)
- Friedrich V  (2006 -)